# Petit Conseil (Lucerne)
Le Conseil d'État du canton de Lucerne a également porté le nom de Petit Conseil jusqu'en 1841
Le Petit Conseil du canton de Lucerne est l'organe exécutif du canton de Lucerne jusqu'en 1798.

## Histoire
De 1680 à 1798, tous les conseillers sont issus de vingt familles.

## Membres
- 1499-? : Heinrich Cloos ;
- 1536-1559 : Ulrich Dulliker[2] ;
- 1596-1629 : Heinrich Cloos[3] ;
- 1670-1704 : Jost Dietrich Balthasar[4] ;
- 1699-? : Johann Karl Balthasar[5] ;
- 1752-1798 : Franz Ludwig Pfyffer.